# 中野玲子
中野 玲子（なかの れいこ、1929年 - ）は、日本の小説家、SF作家。東京都下高井戸生まれ。
成女高等女学校卒業。1987年より朝日カルチャーセンターにて海渡英祐の小説教室を受講。1989年（平成元年）、小説現代ショートショート・コンテストに「女心」が入選。星新一から絶賛を受ける。「小説現代」、「大衆文芸」などで活躍。著作に、『放浪の血脈（Saga of a family）』（出版芸術社）がある。

## 作品
- 女心 （小説現代　1989年8月1日）
- 霧の中 （小説現代　1990年1月1日）
- ハッピーエンド （小説現代　1990年5月1日）
- 放浪の血脈（Saga of a family）（出版芸術社）